# Hamengkubuwono III
Hamengkubuwono III (Yogyakarta, 20 febbraio 1769 – Yogyakarta, 3 novembre 1814) è stato un sovrano indonesiano.
Fu il terzo sultano di Yogyakarta.

## Biografia
Figlio del sultano Hamengkubuwono II, venne chiamato a succedergli improvvisamente nel 1810 quando, per l'opposizione mossa da suo padre al colonialismo olandese, l'esercito dei Paesi Bassi comandato dal generale Herman Daendels fece irruzione nel palazzo reale di Yogyakarta e depose Hamengkubuwono II dal trono, proclamando il suo primogenito non come nuovo sultano, bensì come reggente viceré per conto del padre. Durante quel colpo di stato, Notokusumo, fratello di Hamengkubuwana II, venne imprigionato a Cirebon per evitare che potesse riconquistare il potere per il fratello con la forza.
Nel 1811, ad ogni modo, gli inglesi riuscirono a impadronirsi della colonia olandese di Giava e Hamengkubuwana II sfruttò l'occasione per riprendere il trono e riportare Hamengkubuwana III alla sua naturale posizione di principe ereditario, evento che si verificò il 28 dicembre di quello stesso anno. Ad ogni modo scoppiò una nuova ostilità tra Hamengkubuwana II e Thomas Raffles, il capo del governo britannico a Giava, al punto che l'esercito inglese intervenne contro il sultano facendo nuovamente irruzione nel palazzo reale. Thomas Raffles fece esiliare Hamengkubuwana II sull'isola di Penang e riconfermò Hamengkubuwana III come sultano.
Hamengkubuwana III poté tornare sul suo trono ma alle seguenti condizioni:
- Yogyakarta avrebbe dovuto concedere l'intera area di Kedu, e la metà di Pacitan, Jipang e Grobogan al Regno Unito, oltre al pagamento di un'indennità di guerra di 100.000 rupie.
- L'esercito di Yogyakarta sarebbe stato ridotto a poche forze di sicurezza legate alla persona del sultano.
- Hamengkubuwana avrebbe dovuto accettare le decisioni di un consiglio fortemente condizionato da Thomas Raffles come governatore.

Il governo Hamengkubuwana III ad ogni modo terminò con la sua morte, il 3 novembre 1814. Venne succeduto dal figlio Hamengkubuwono IV.